# Platysoma laevipygum
Platysoma laevipygum är en skalbaggsart som beskrevs av Sylvain Auguste de Marseul 1870. Platysoma laevipygum ingår i släktet Platysoma och familjen stumpbaggar. Inga underarter finns listade i Catalogue of Life.